# Нива (Хвойнинский район)
Нива — деревня в Хвойнинском муниципальном округе Новгородской области.

## География
Находится в северо-восточной части Новгородской области на расстоянии приблизительно 8 км на восток-юго-восток по прямой от районного центра Хвойная.

## История
В 1910 году здесь (деревня Боровичского уезда Новгородской губернии) было учтено 9 дворов. До 2020 года входила в Дворищинское сельское поселение до его упразднения.

## Население
Численность населения: 64 человека (1910 год), 66 (русские 91%) в 2002 году, 53 в 2010.